# ブルックライン

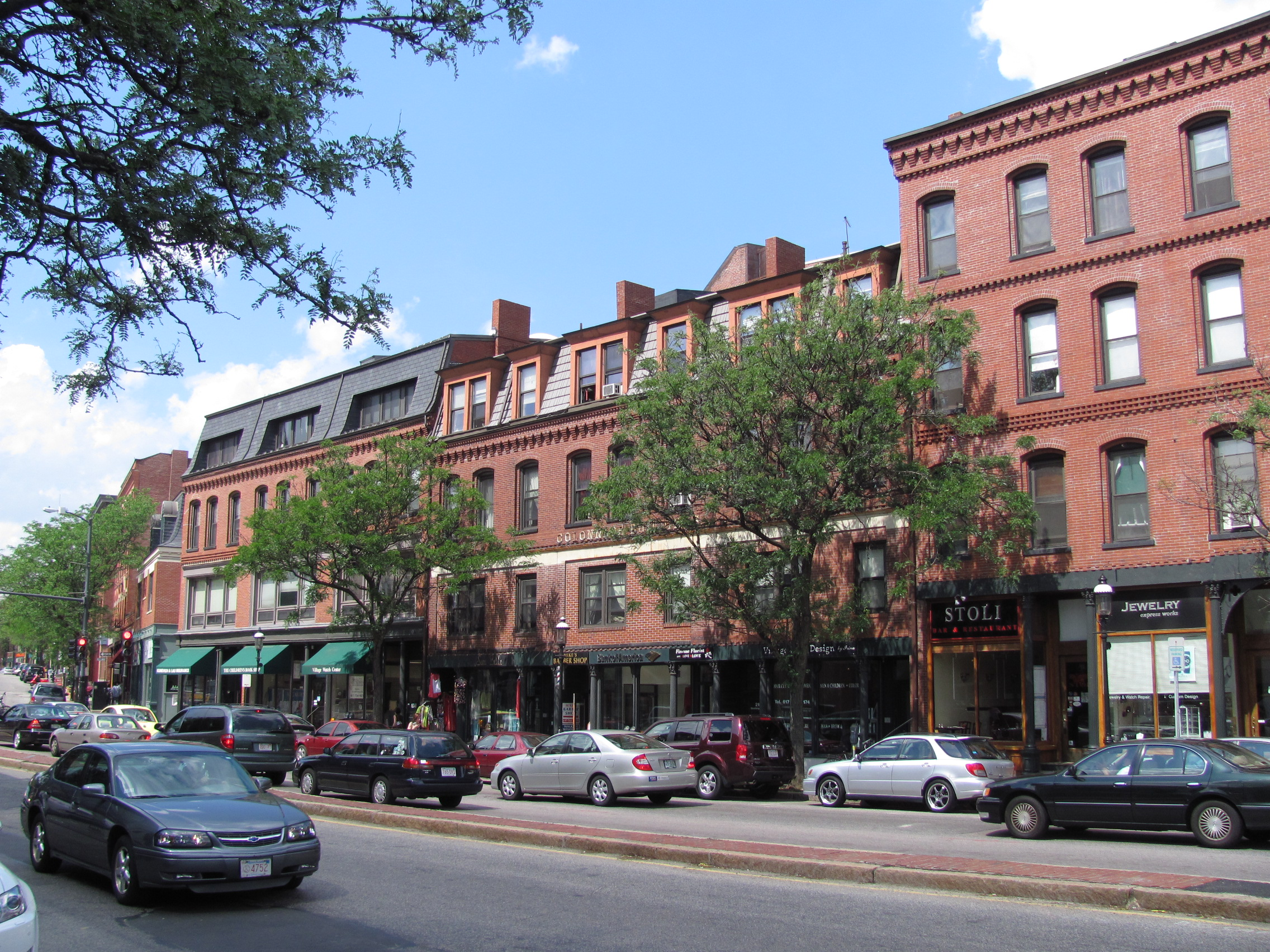
ブルックラインのワシントン・ストリート

ブルックライン（Brookline）は、アメリカ合衆国マサチューセッツ州ボストン近郊ノーフォーク郡にある町である。人口は6万3191人（2020年）で、町としては州内最大である。
アメリカ35代大統領のジョン・F・ケネディの生誕地として知られている。

## 交通
マサチューセッツ湾交通局の地下鉄「グリーン・ライン」が2〜4分に一本ほど走っている。

## 地理
ノーフォーク郡の飛び地であり、周囲をボストンに囲まれている。

ブルックラインの位置